# 13 Egeria
För andra betydelser, se Egeria (olika betydelser).
13 Egeria är en stor asteroid. 13 Egeria var den 13:e asteroiden som upptäcktes och den upptäcktes av den italienska astronomen Annibale de Gasparis den 2 november, 1850. Detta var den tredje asteroiden som Gasparis upptäckte. Egeria namngavs efter en mindre romersk gudinna. Det var Urbain Le Verrier som namngav asteroiden.
Egeria ockulterade en stjärna den 8 januari, 1992, då man upptäckte att asteroiden nästan är cirkulär (217×196 km).

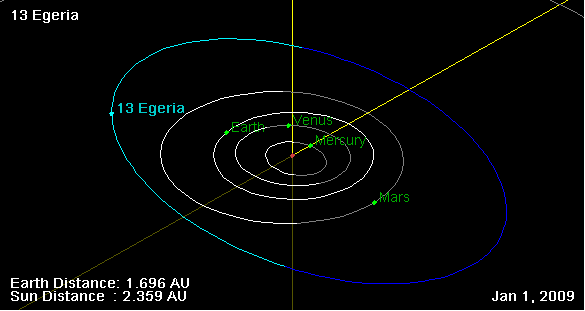
Egerias bana.